# A López y López
A López y López, popularmente conocido como El Negro Domingo, fue un monumento escultórico originalmente creado por Venancio Vallmitjana —en cooperación con otros artistas— en 1884, dedicado al empresario Antonio López y López. Estaba ubicado en la plaza de Idrissa Diallo —anteriormente de Antonio López—, en Barcelona (España). La escultura fue destruida durante la Guerra Civil y sustituida en los años 1940 por una réplica elaborada por Frederic Marès. El monumento fue retirado de su emplazamiento en 2018, en rechazo de la figura del homenajeado, entre cuyas actividades empresariales figuraba el comercio de esclavos.

## Historia

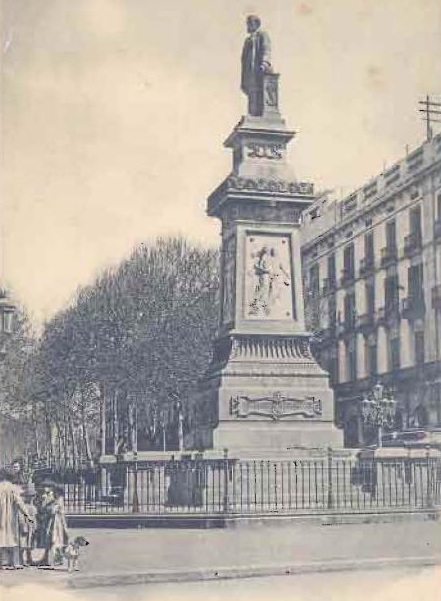
El monumento en los años 1890

Pocos meses después de la muerte del banquero y reconocido empresario español Antonio López y López en 1883, el Ayuntamiento de Barcelona, presidido por Francisco de Paula Rius y Taulet, encargó al escultor catalán Venancio Vallmitjana realizar un monumento para recordar su persona en la ciudad donde vivió gran parte de su vida tras hacer fortuna en Cuba. El Ayuntamiento no escatimó en recursos y reunió a algunos de los escultores más destacados de la época para colaborar en la construcción del monumento, como Rossend Nobas, Joan Roig i Solé, Francisco Pagés Serratosa y Lluís Puiggener, dirigidos por el prestigioso arquitecto Josep Oriol Mestres, con lo que se convirtió en una de las obras más representativas y mediáticas de la época en la Ciudad Condal.
La estatua original, ubicada encima de un gigantesco pedestal, fue realizada por el artista Venanci Vallmitjana, discípulo de Damià Campeny, usando piezas de bronce procedentes de algunos barcos de la Compañía Trasatlántica Española —que fundó el mismo Antonio López— y fundidos en el Taller Pere Mir. Los demás artistas realizaron un relieve cada uno representando artísticamente las cuatro empresas principales de Antonio López, que se adosaron a cada lado del pedestal.
Debajo de cada relieve figura una inscripción distinta, entre las cuales destacan unos versos del poeta catalán Jacinto Verdaguer y una frase del rey Alfonso XII elogiando su figura. Las obras empezaron el 24 de diciembre de 1883 y terminaron el 13 de septiembre de 1884, día en que se inauguró el monumento con la presencia del alcalde de la ciudad Manuel Girona y Agrafel. 

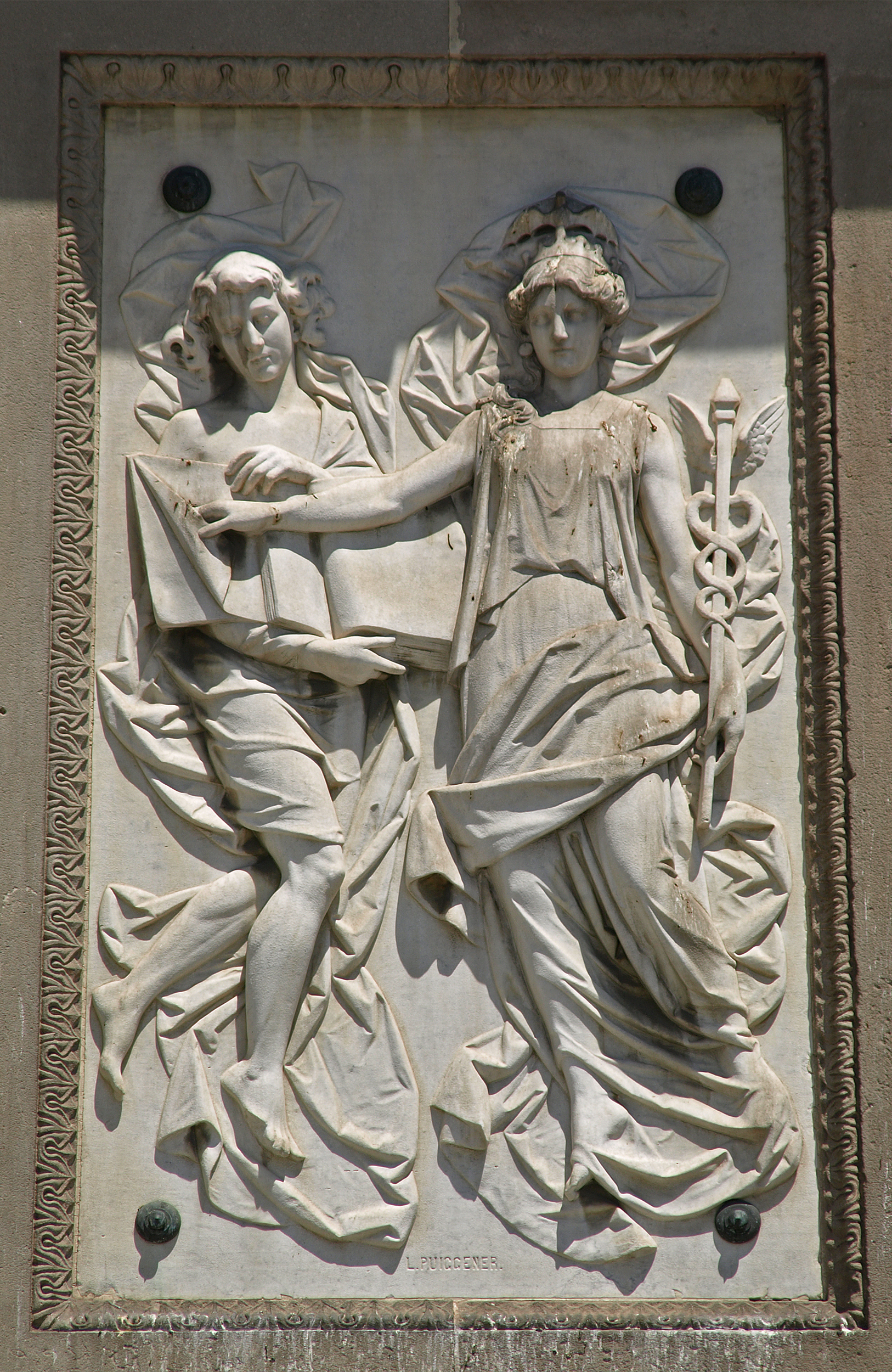
Banco de Crédito Mercantil y al Banco Hispano Colonial, de Lluís Puiggener
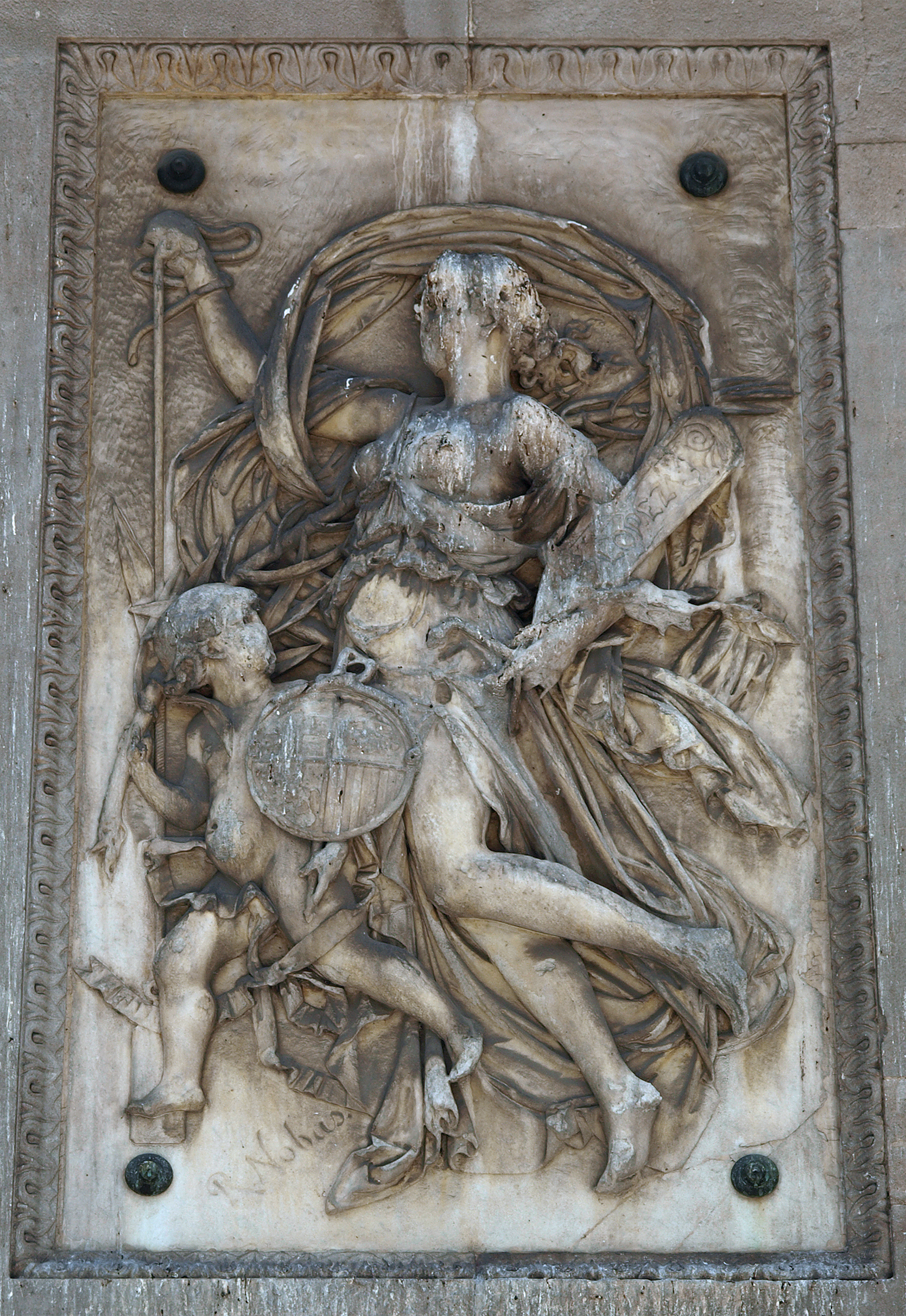
Compañía Trasatlántica Española, de Rossend Nobas
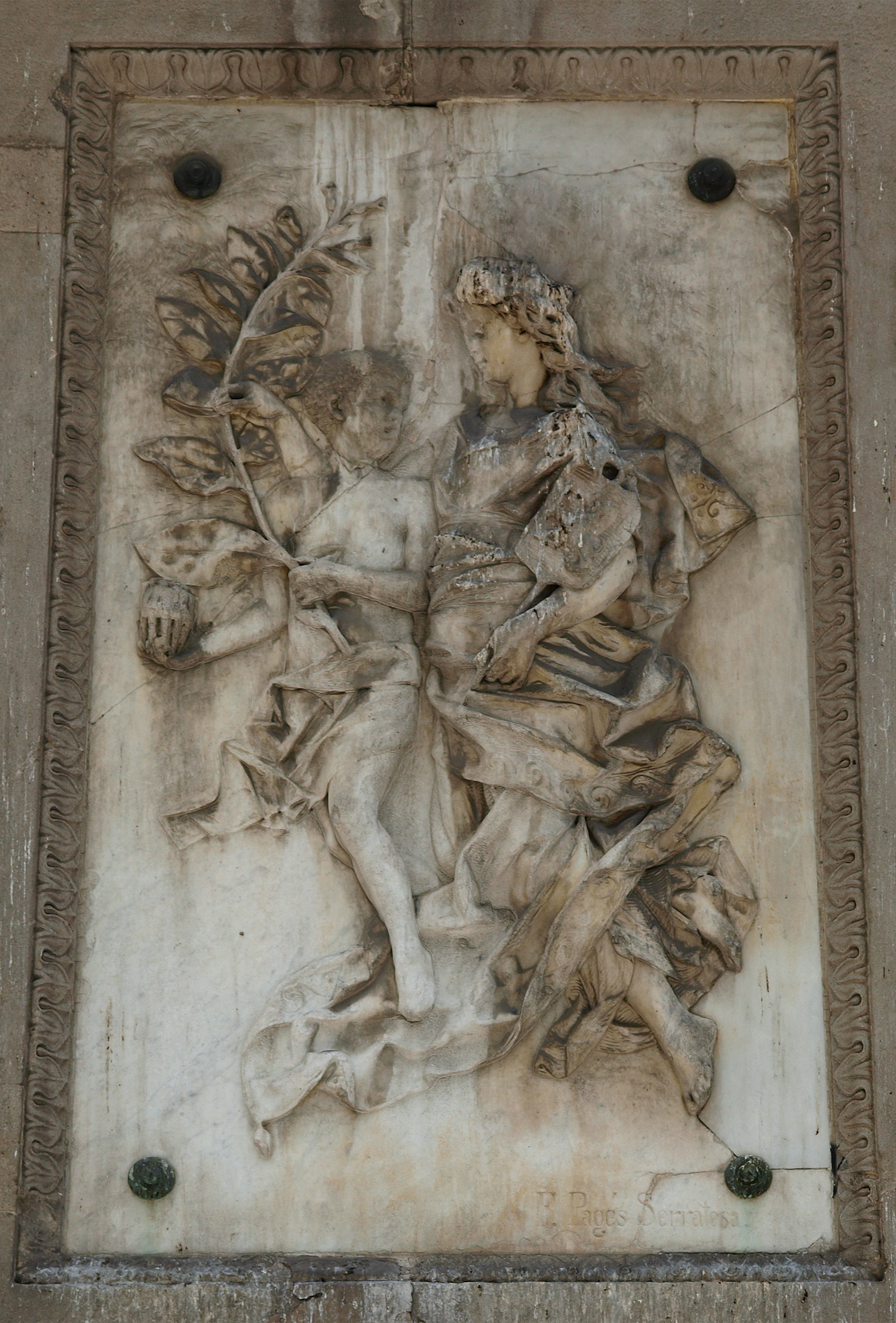
Compañía General de Tabacos de Filipinas, de Francisco Pagés Serratosa
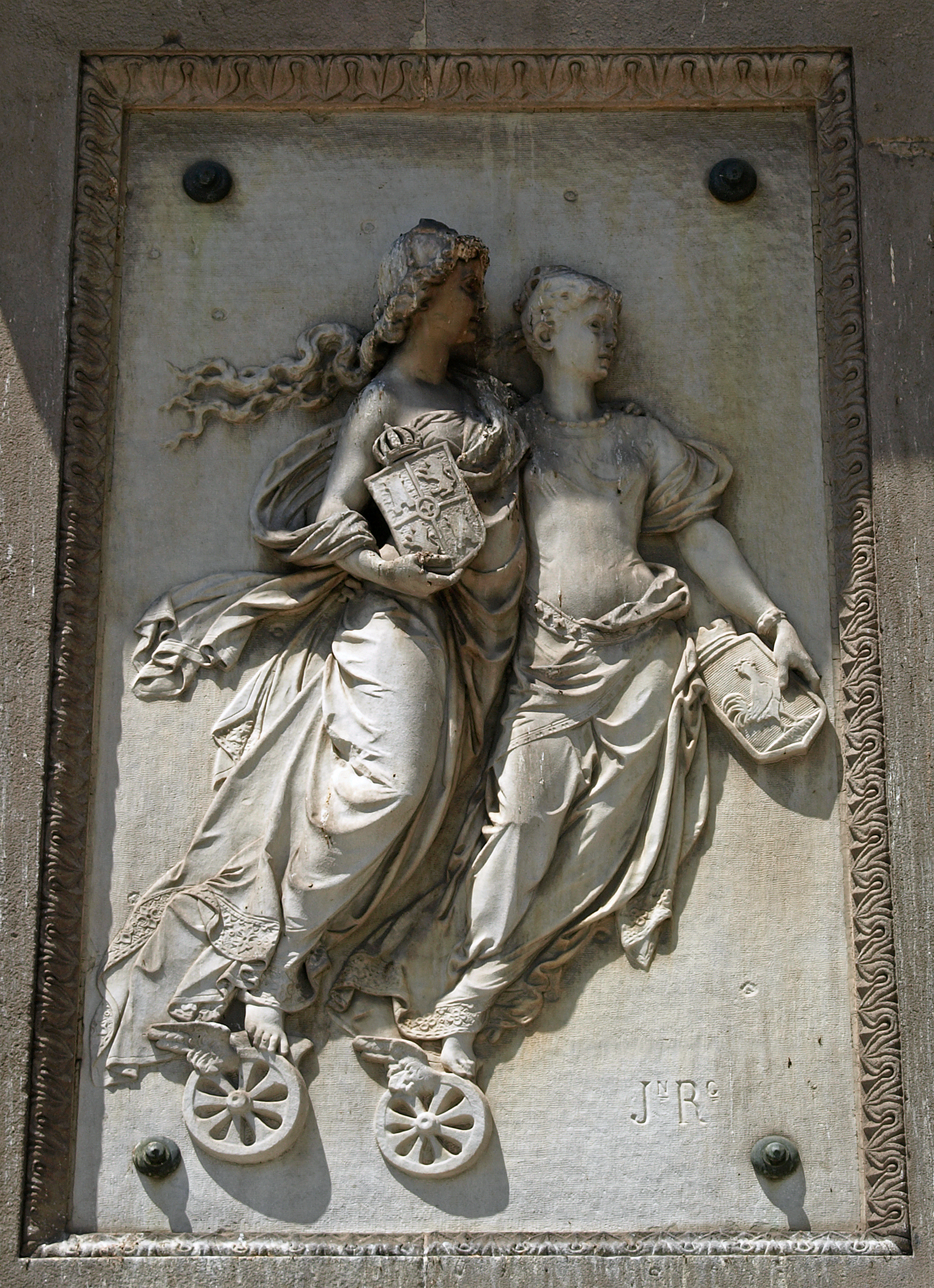
Líneas ferroviarias, de Joan Roig i Solé

Durante los primeros días de la Guerra Civil, en 1936, la estatua de bronce de Vallmitjana fue destruida en su totalidad debido a la animadversión que había hacia Antonio López, el poder y alta sociedad que representaba y por las sospechas de que se enriqueció gracias al uso de esclavos cuando estaba en Cuba —razón por la que se le conocía como El Negro Domingo—.
En 1944, después de la guerra, el escultor Frederic Marès realizó una copia de piedra basándose en la maqueta original que todavía se conserva en el Museo de Historia de Barcelona.

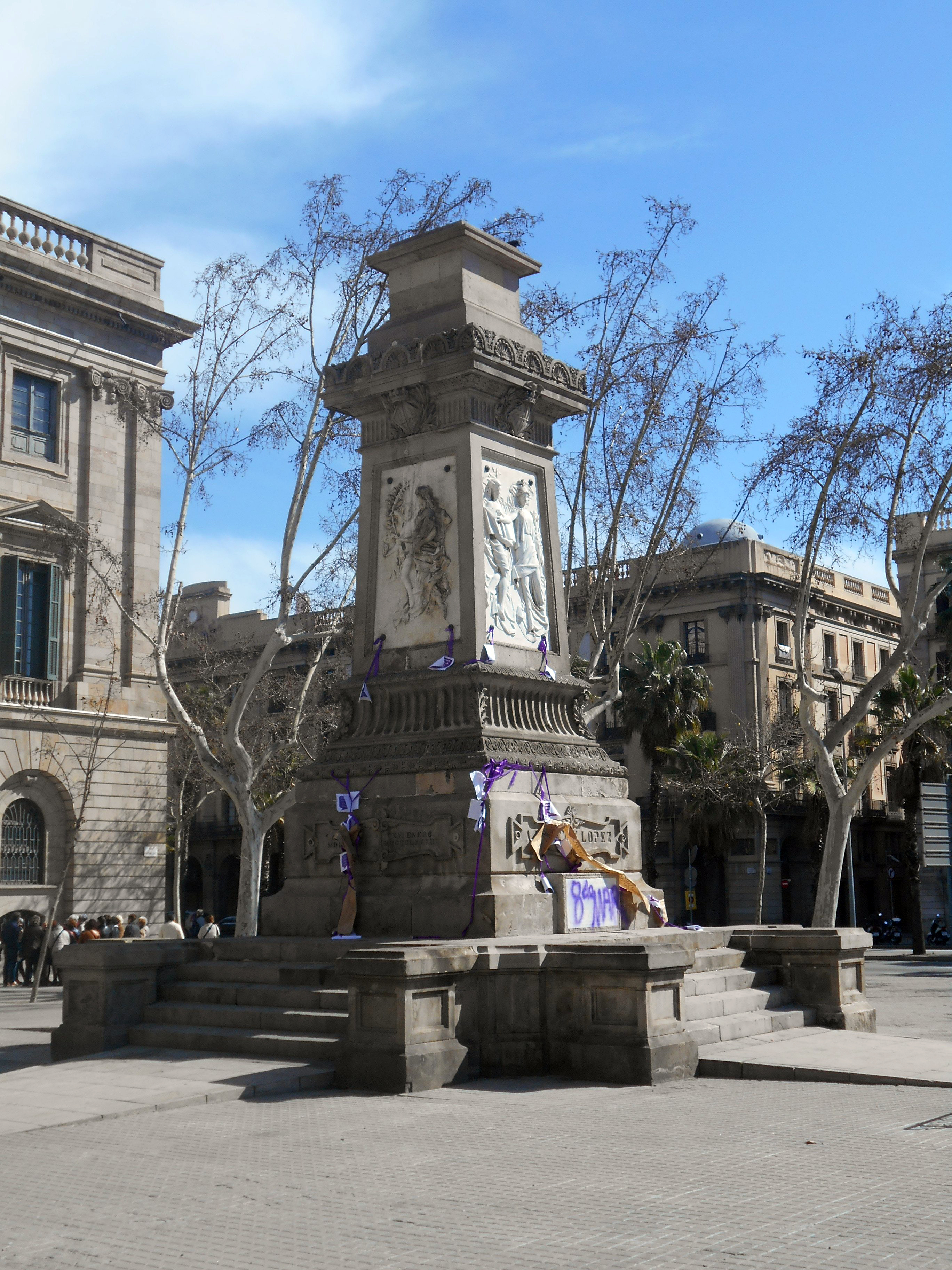
Monumento a López y López tras ser retirada la estatua en 2018

En 2010, los sindicatos CC.OO. y UGT pidieron al Ayuntamiento de Barcelona la retirada de este monumento, debido al supuesto pasado esclavista de López. En 2017, el consistorio anunció su voluntad de retirar la estatua ese mismo año. Finalmente, el 4 de marzo de 2018 se retiró la estatua, en un acto festivo presidido por el primer teniente de alcalde Gerardo Pisarello, quien afirmó que «los negreros no tienen cabida en esta ciudad». La estatua fue guardada en un almacén municipal.
El 27 de enero de 2022 el pedestal fue ocupado sin permiso municipal por una estatua de un artista callejero francés, James Colomina, titulada Humanidad, que representaba a un oso de peluche abrazando a un niño, los dos pintados de un rojo intenso. La estatua fue retirada por las autoridades municipales el 19 de febrero.

## Inscripciones
Las inscripciones originales aún se aprecian en los cuatro lados del pedestal. 

AL EXCM. SR. DN. ANTONIO LÓPEZ

Muntat de tos navilis en l'ala beneïda busqui

de les Hespèrides lo taronger en flor

més ay! ès ja despulles

de l'ona que ha tans segles se n'es ensenyorida

i sols puch oferirte, si't plauen exes fulles

de l'arbre del fruit d'or

- Jacinto Verdaguer, Pre. -

Vapor trasanlantic "CIUDAD CONDAL"

18 Novembre 1.876

....ESPAÑA HA PERDIDO UNO DE LOS HOMBRES QUE MAS GRANDES SERVICIOS LE HAN PRESTADO. TELEGRAMA DE S.M. EL REY D. ALFONSO XII.

GRAN NAVIERO, SENADOR VITALICIO Y PRIMER MARQUES DE COMILLAS

XII ABRIL MDCCCXVII - XVI ENERO MDCCCLXXXIII